# Richeza Poljska
Richeza Poljska (poljsko Rycheza ali Adelajaa, madžarsko Richeza) je bila poljska princesa, po poroki z Bélo I. Ogrskim pa ogrska kraljica žena, * 22. september 1013, † 21. maj 1075.

## Življenje
Richeza je bila hčerka kralja Mješka II. Lamberta in njegove žene Richeze Lotatinške, vnukinje cesarja Otona II.
Tradicionalno se imenuje Richeza, čeprav primarni viri tega imena ne potrjujejo. Domneva se, da se je imenovala Adelajda.
Med letoma 1039 in 1043 se je poročila s kraljem  Bélo I. Ogrskim, ki je bil v službi njenega očeta in sodeloval v očetovih pohodih proti poganskim pomorjanskim plemenom.
Leta 1048 je njen mož dobil od brata Andreja I. Ogrskega kot apanažo tretjino Ogrske (Tercia pars Regni) in par se je preselil na Ogrsko. Béla I. je v borbi za ogrski prestol porazil brata Andreja I. in bil  6. decembra 1060 kronan za ogrskega kralja. 

## Otroci
- Géza I.(ok.  1040 – 25. april 1077), ogrski kralj,
- Ladisav I. (ok. 1040 – 29. julij 1095). ogrski kralj,
- Lampert (po 1050 – ok. 1095), vojvoda,
- Sofija (po 1050 – 18. junij 1095), poročena z Ulrikom I. Kranjskim in nato z vojvodo Magnusom I. Saškim,
- Eufemija (po 1050 – 2. april 1111), poročena z Otonom I. Olomuškim, in
- Helena  (po 1050 – ok. 1091), žena hrvaškega kralja Dimitrija Zvonimirja.